# Energia de dissociação de ligação
Em química, energia de dissociação de ligação, D0 (BDE, do inglês bond dissociation energy),  é uma medida da força de ligação numa reação química. A reação é definida como a alteração de entalpia padrão quando uma ligação é rompida por homólise, com reagentes e produtos da reação de homólise no seu estado mais estável, sob pressão de 1 atm e  25 °C de temperatura. Por exemplo, a energia de dissociação da ligação para uma das ligações C-H em etano (C2H6) é definida pelo processo:
CH3CH2-H → CH3CH2· + H·
Sendo D0 = ΔH = 101.1 kcal/mol (423.0 kJ/mol).